# Алберт Апони
Алберт Дьорд Апони (на унгарски: Apponyi Albert György), граф на Надяпони, е унгарски политик.

## Биография
Алберт Апони е роден на 29 май 1846 година във Виена, където баща му Дьорд Апони е канцлер на Унгария. През 1872 година е избран в Унгарския парламент и с едно кратко прекъсване остава негов член до 1918 година. Там той е сред водачите на опозицията срещу Австро-унгарското споразумение от 1867 година, довело до създаването на Австро-Унгария.
През 1901 – 1903 година Апони е председател на Парламента, а през 1906 – 1910 и 1917 – 1918 година е министър на просветата, като по това време са приети Законите на Апони, въвеждащи задължително обучение само на унгарски в началните училища. След Първата световна война той оглавява унгарската делегация на Парижката мирна конференция, която води преговорите за подписването на Трианонския договор.
Алберт Апони е известен дипломат и оратор с широки интереси, надхвърлящи сферата на политиката. Между 1904 и 1924 година той посещава няколко пъти Съединените щати, където изнася лекции и установява контакти с видни общественици, сред които са президентите Теодор Рузвелт и Уилям Тафт. Между 1911 и 1932 година е предлаган пет пъти за Нобелова награда за мир от различни унгарски организации.
Алберт Апони умира на 7 февруари 1933 година в Женева, където трябва да участва в конференция на Обществото на народите по въпросите на разоръжаването.